# ATC kód A11
ATC kód A11 Vitaminy  je hlavní terapeutická skupina anatomické skupiny A. Trávicí ústrojí a metabolismus.

## A11A Vitaminy

### A11AA Multivitaminy, kombinace
A11AA Multivitaminy s minerály
A11AA02 Multivitaminy kombinace s kalciem
A11AA03 Multivitaminy a různé minerály, včetně kombinací

### A11AB Multivitaminy, jiné kombinace
A11AB Multivitaminy, jiné kombinace

## A11B Multivitaminy, samotné

### A11BA Multivitaminy, samotné
A11BA Multivitaminy

## A11C Vitamin A a D včetně jejich kombinací

### A11CA Vitamin A, samotný
A11CA01 Retinol

### A11CB Vitamin A a D v kombinaci
A11CB Vitaminy A a D v kombinaci

### A11CC Vitamin D a analogy
A11CC01 Ergokalciferol
A11CC02 Dihydrotachysterol
A11CC03 Alfakalcidol
A11CC04 Kalcitriol
A11CC05 Cholecalciferol
A11CC07 Parikalcitol

## A11D Vitamin B1 včetně kombinací s vitaminem B6 a B12

### A11DA Vitamin B1, samotný
A11DA Thiamin
A11DA01 Thiamin

### A11DB Vitamin B1 v kombinaci s vitaminem B6 a/nebo B12
A11DB Vitamín B1 v kombinaci s vitaminem B6 a/nebo vitaminem B12

## A11E Vitaminy skupiny B, včetně kombinací

### A11EA Vitaminy skupiny B, samotné
A11EA Vitamin B-komplex

### A11EB Vitaminy skupiny B s vitaminem C
A11EB Vitamin B-komplex s vitamínem C

## A11G Kyselina askorbová (vitamin C) včetně kombinací

### A11GA Kyselina askorbová (vitamin C), samotná
A11GA01 Kyselina askorbová

## A11H Jiné vitaminové přípravky (nekombinované)

### A11HA Jiné vitaminové přípravky (nekombinované)
A11HA02 Pyridoxin
A11HA03 Tokoferol
A11HA30 Dexpanthenol

## A11J Jiné vitaminové přípravky, kombinace

### A11JA kombinace vitaminů
A11JA Kombinace vitamínů

### A11JC Vitaminy, jiné kombinace
A11JC Vitaminy, jiné kombinace

## Poznámka
- Registrované léčivé přípravky na území České republiky.
- Informační zdroj: Státní ústav pro kontrolu léčiv, Všeobecná zdravotní pojišťovna.